# Taugl (Salzach)
Der Tauglbach, meist nur Taugl genannt, ist ein ganzjähriges Fließgewässer im Tennengau, Österreich.
Sie mündet als ein rechter Salzachzufluss im Tennengau und bildet die Grenze zwischen Bad Vigaun und Kuchl, dem Europaschutzgebiet Taugl und Tauglwald. 

## Name
Das Gewässer wurde im Jahr 1235 („ripam in Taukil“) erstmals urkundlich erwähnt. Die Deutung des Namens ist unsicher. Möglicherweise leitet er sich vom mittelhochdeutschen Wort *tougel für „verborgen“ ab und wurde nach den Schluchten benannt.

## Verlauf
Die Taugl entspringt in den Salzkammergut-Bergen westlich unterhalb des Gruberhorns und der Regenspitz auf einer Höhe von 1363 m ü. A. als Gebirgsbach. Auf dem ersten Fließkilometer in südwestlicher Richtung nimmt sie als Vorfluter etwa ein halbes Dutzend namenlose weitere Gebirgsbäche auf, bevor sie, bereits zu einem kleinen Flüsschen angeschwollen, auf 882 m Höhe in den Tauglboden oberhalb von Sankt Koloman eintritt.
Dort verschwenkt sie auf Westlauf und durchfließt zirka zwei Kilometer flussabwärts der Quelle  den Davidsgraben, eine rund 20 Meter tiefe und 100 Meter lange Schlucht. 
Nach einem weiteren Kilometer fällt der noch schmale Fluss über einen rund 30 Meter hohen Wasserfall in die Strubklamm, eine der eindrucksvollsten und schönsten Schluchten Österreichs. Die Klamm ist etwa 150 Meter lang, 50 Meter tief und an den engsten Stellen nur zwei Meter breit.
Nach der Strubklamm folgt die sechs Kilometer lange und bis zu 100 Meter tiefe Tauglklamm, die senkrechte Felswände hat, über die herab mehr als hundert kleine Wasserfälle die Taugl speisen. Am Ende dieser eindrucksvollen Klamm stürzt die Taugl selbst über einen zehn Meter hohen Wasserfall und fließt unter der Römerbrücke hindurch, einer rund 400 Jahre alten Steinbrücke.
Schließlich läuft das Wasser über das Tauglgries ab und mündet nordwestlich von Seeleiten in die Salzach.
Da sie noch komplett unverbaut ist, gefährdet die Taugl bei Hochwasser keine umliegenden Ortschaften. Ihr Wasser kann über das 100 Meter breite Tauglgries ungehindert abfließen.

### Nebenbäche
Über die Felswände der Schlucht fallen über 100 kleinere Bäche in die Taugl. Sie hat ein Einzugsgebiet von 56 Quadratkilometern. Die größten Zuflüsse sind:
| Name                       | Mündungsseite | Mündungsort    | Einzugsgebiet in km² |
| -------------------------- | ------------- | -------------- | -------------------- |
| Sattelbach                 | rechts        | David          | 3,7                  |
| Gugelanbach                | rechts        | Buchner        | 2,0                  |
| Ramaigraben                | links         | Schallhof      | 2,8                  |
| Sommereckgraben            | links         | Lengfeldkeller | 5,0                  |
| Kasbach                    | rechts        | Hoher Steg     | 3,1                  |
| Gmainbach                  | links         |                | 4,6                  |
| Kolomanbach                | links         |                | 3,3                  |
| Perteilbach                | rechts        | Thiersteig     | 4,1                  |
| Moosbach                   | rechts        |                | 1,4                  |
| Grabenbach (Neuhauserbach) | links         |                | 2,2                  |
| Hellwengbach               | links         | Hellweng       | 1,4                  |
| Lengfeldbach               | rechts        | Lengfelden     | 1,3                  |

### Durchflossene Ortschaften
Die Taugl durchfließt folgende Gemeinden:
- Sankt Koloman
- Bad Vigaun
- Kuchl

## Geologie
Der Flussverlauf des Tauglbaches bietet einzigartige Einblicke in die Sedimentationsgeschichte der nördlichen Kalkalpen, deren Schichtung hier durch den Einschnitt des Wasserlaufes durch die Felsens gut sichtbar aufgeschlossen sind. Der Fluss durchschneidet auf seinem etwa zwölf Kilometer langen Lauf sehr unterschiedliche Gesteinszonen.